# Brezovica (Ub)
Brezovica (Servisch cyrillisch Брезовица) is een plaats in de Servische gemeente Ub. De plaats telt 668 inwoners (2002).